# Coleção de poesias distribuídas no Imperial Teatro D. Pedro II
Coleção de poesias distribuídas no Imperial Teatro D. Pedro II  foi publicado  no âmbito do primeiro centenário da morte do Marquês de Pombal  no ano de 1882, sob a autoria da Grande Comissão Executiva do Primeiro Centenário do Grande Ministro, nomeada pelo Club de Regatas Guanabarense, no Rio de Janeiro, com um total de 25 páginas. Pertence à rede de Bibliotecas municipais de Lisboa e é considerado uma "raridade bibliográfica".